# Ivan Bukovčan
Ivan Bukovčan (ur. 15 września 1921 w Bańskiej Bystrzycy, zm. 25 maja 1975 w Bratysławie) – słowacki pisarz.
Jest autorem dramatów poświęconych głównie problemom współczesnego człowieka uwikłanego w konflikty osobiste i społeczne (Pštrosí večierok 1967, Serce Luigiego, albo egzekucja tępym mieczem (1967, wyst. pol. 1975). W dramacie Nim zapieje kur (1969, wyst. pol. 1971) podjął temat walki z faszyzmem. Napisał również wiele scenariuszy filmowych (m.in. Tango dla niedźwiedzia).